# Jüdischer Friedhof (Meschede)

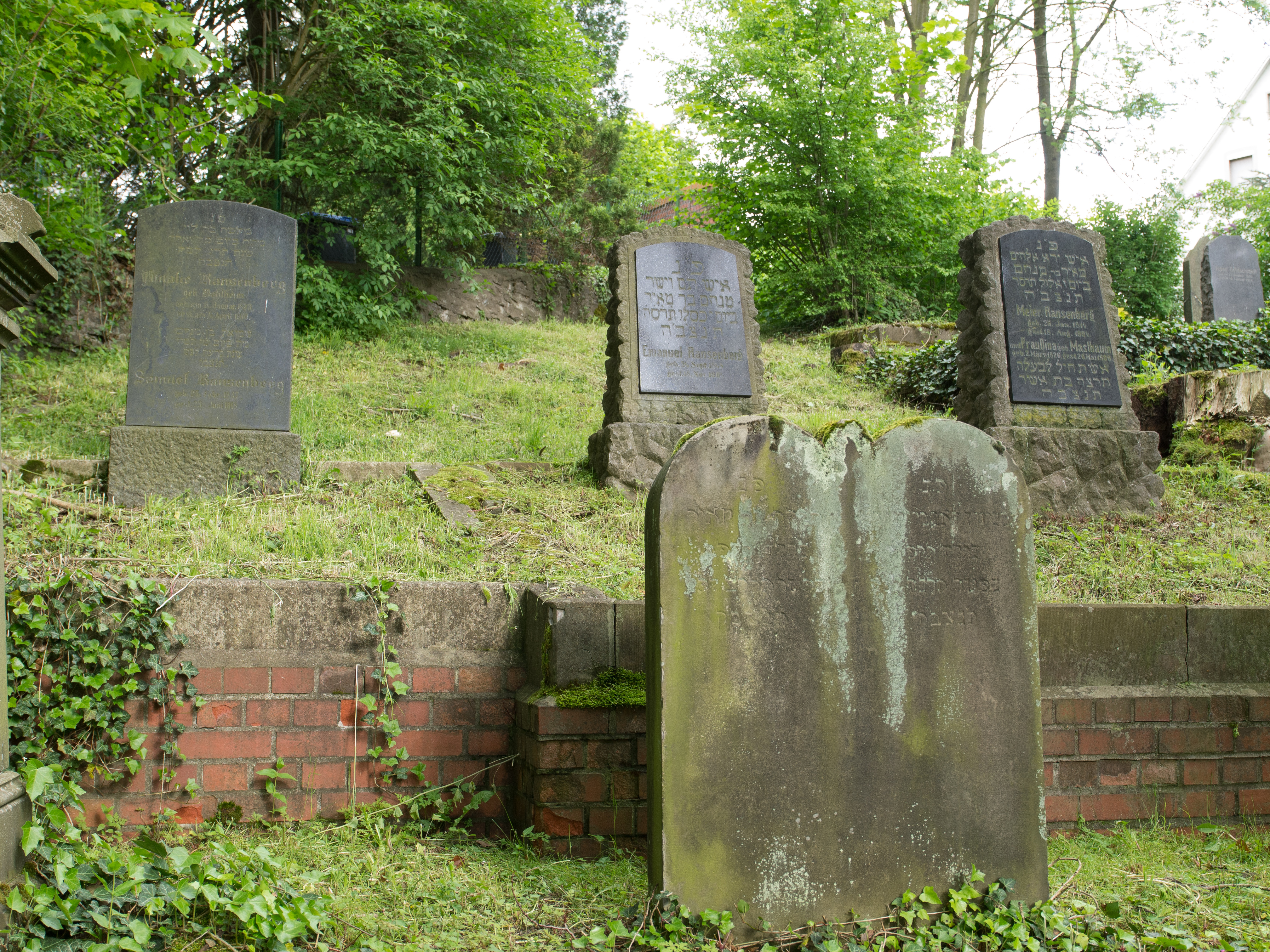
Grabsteine auf dem Friedhof

Der jüdische Friedhof Meschede liegt in Meschede im Hochsauerlandkreis (Nordrhein-Westfalen), an der Beringhauser Straße zwischen den Häusern 44 und 46.
Auf dem 2731 m² großen Gelände befinden sich 46 Grabsteine, zwei Grabplatten und ein Ehrenmal.
Einen jüdischen Friedhof hat es in Meschede schon 1829 gegeben. Unklar ist, ob er sich an derselben Stelle befand wie der noch bestehende Friedhof. Dieser diente jedenfalls bereits vor 1851 als Begräbnisstätte der jüdischen Gemeinde.
Im Eingangsbereich befindet sich ein Denkmal, an dem jährlich Gedenkveranstaltungen stattfinden.